# Edifici Catasús
L'Edifici Catasús està situat al carrer de Johann Sebastian Bach, 7-7 bis del barri de Sant Gervasi - la Bonanova de Barcelona, prop de l'església de Sant Gregori Taumaturg, catalogat com a bé cultural d'interès local.

## Història
El promotor va ser Francisco Catasús. Va ser projectat pels arquitectes Josep Antoni Coderch i Manuel Valls i Vergés, va ser construït entre 1958 i 1961, i va guanyar el premi ARQUIN-FAD del 1960.

## Descripció
Es tracta d'un edifici aïllat de planta baixa, cinc pisos i una terrassa superior. La façana, amb balcons triangulars petits en disposició de tribuna, combina l'ús de maons a vista i metall en tota l'extensió. Destaca la magnitud de l'ús de persianes blanques de llibret a quasi tota la façana, que dona lleugeresa i ritme a la façana, essent una clara voluntat d'apropament a l'arquitectura vernacle però amb materials absolutament contemporanis. La planta baixa (destinada a usos comercials), combina l'ús de grans extensions de vidre i marcs de fusta en línies molt rectilínies, dinàmica que segueix tota la façana.
La façana posterior, de forma similar a la principal, dona a una zona enjardinada compartida amb d'altres edificis dels carrers de J.S. Bach, de Valero i de Modolell. També cal destacar la planta dels habitatges, la seva disposició i espais de circulació, de concepció purament racionalista.